# So Khradong Tao
Das So Khradong Tao (thailändisch ซอคระดองเตา) gehört zur Gruppe der Streichinstrumente und wird im Süden des Isan (dem Nordosten Thailands) gespielt.
Das Instrument besteht aus einem Klangkörper, einem leicht gebogenen Griffbrett und wird mit  Metallsaiten gespielt. Der Klangkörper ist aus einer Hälfte eines Panzers einer Schildkröte gebildet, der Kopf ist mit Schlangenleder bespannt. 
Das So Khradong Tao wird als Solo-Instrument eingesetzt oder zusammen mit dem Sor Gantruem in einem Ensemble gespielt, meistens als Begleitung zu Volkstänzen auf Festen.